# Daniela Ruiz
Daniela Ruiz (Salta, Argentina) es una actriz, dramaturga, artivista, activista trans y lgbt, docente de teatro y capacitadora en diversidad; antirracista y transfeminista argentina. Es socia fundadora y expresidenta de la Cooperativa Arte Trans, y parte del colectivo Identidad Marrón. Participó en la redacción de las leyes argentinas de Matrimonio Igualitario (2010) y de Identidad de Género (2012). Es integrante de la comisión organizadora de la Marcha del Orgullo  y capacitadora del Ministerio de Desarrollo Social de la Nación Argentina en diversidad sexual.

## Trayectoria
Daniela Ruiz nació en Salta, donde asistió al Colegio de Bellas Artes. Comenzó a estudiar teatro a los 9 años. A los 17 años obtuvo el título comercial (educación media) y a los 18, luego de recibir el rechazo de su familia por su disidencia sexo-genérica, decidió irse a Buenos Aires, buscando un contexto menos represivo y persiguiendo el sueño de ser artista.
El primer tiempo en Buenos Aires le resultó muy duro, por lo que se dedicó al trabajo sexual. Luego, su situación mejoró y tuvo la oportunidad de continuar su formación teatral.
Se formó en espacios tales como el Centro Cultural San Martín, la Academia de Valeria Lynch, el Instituto de danza contemporánea y clásica Ana María Brittola y la Fundación "Julio Bocca". También se formó y dedicó a ser maquilladora artística y estilista profesional.
De 2007 en adelante tuvo distintas participaciones y papeles protagónicos en obras teatrales, eventos musicales y radiales. Modeló para tapas de libros y revistas y condujo eventos y fiestas. Con el tiempo, comenzó a escribir, dirigir y producir obras de teatro.
En 2010 cofundó la cooperativa Ar/Tv Trans (que en 2012 obtuvo la personería jurídica), luego llamada Arte Trans.
En 2011 dirigió una adaptación de la obra teatral La casa de Bernarda Alba, de Federico García Lorca, interpretada por actrices trans y travestis.
En 2016 fundó el colectivo artístico Siete Colores Diversidad (que pasó a ser asociación civil a comienzos de 2021 al obtener la personería jurídica), compañía de la cual es directora.
En sucesivas ocasiones participó de la organización y la conducción de la Marcha del Orgullo LGBTTIQ.
Daniela Ruiz es una de las protagonistas del documental “Reina de corazones”, dirigido por Guillermo Bergandi.

## Obras
Ruiz escribió, entre otras:
- Presxs de la vida.[17]
- Identicxs. Iguales pero diferentes.[17]
- Hotel Golondrina.[17]
- Sí, señora, sí.[18]
- Si me querés, quereme trans.[19]
- Las Marías.[20]

## Distinciones
- En 2014 su obra Hotel Golondrina (sobre la historia del Hotel Gondolín)[21] recibió una distinción por parte de la Legislatura de la Ciudad Autónoma de Buenos Aires, al ser considerada promotora de los derechos humanos.
- En 2019 recibió el premio Gnetwork360 "al trabajo y compromiso con los derechos del colectivo LGBT+".[22][23]
- En 2022 recibió el premio "Carlos Jáuregui" (nombrado en referencia al activista LGBT argentino), el cual premia a referentes de la comunidad LGBTIQ+ por su lucha "por la igualdad y no discriminación desde una perspectiva de memoria histórica, derechos humanos, género y diversidad".[24][25]
- En 2022, en un acto por los 10 años de la sanción de la Ley de Identidad de Género en Argentina, el gobierno nacional reconoció al activismo travesti trans y distinguió a Daniela Ruiz junto a otras 24 personas "por su aporte al fortalecimiento de la democracia, a la ampliación de derechos y a la construcción de una sociedad más equitativa".[26]